# ورقة دقيقة
في علم تشريح النبات، الورقة الدقيقة (بالإنجليزية: Microphyll)‏، هي نوع من الأوراق ذات عرق واحد، يتفرع من الأسطوانة الوعائية للساق، ولا يمتد على طول الورقة. الأوراق الدقيقة غالباً ما تكون صغيرة ومرتبطة مبدئياً مع اللحاء.